# 八木貞二
八木 貞二（やぎ ていじ、1928年（昭和3年）6月14日 - 2009年（平成21年）12月7日）は、宮内庁侍従次長。農学博士。

## 人物・経歴
誠実で穏やかな侍従であったと伝えられ、長年にわたり天皇に仕えた。学生時代から登山に親しみ、当時皇太子であった明仁上皇の日本山岳会への入会のきっかけを作った。大学では鯨を研究した。1945年（昭和20年）、静岡中学卒業。1949年（昭和24年）、旧制静岡高等学校卒業。東京大学農学部水産学科卒業。1964年（昭和39年）東宮侍従となり、1989年（平成元年）即位に伴い侍従に就任。1995年（平成7年）から1999年（平成11年）まで、侍従次長を務めた。定年退職後も天皇の御用係として、さらに数年勤めた。1999年（平成11年）11月、勲二等瑞宝章。2009年12月7日、脳出血のため死去。死去に伴い正四位を追賜された。

## 関連書籍
- 『「日の丸・君が代」じかけの天皇制』[5][6] 天野恵一 著 インパクト出版会　2001

## 参考資料
- 『南アルプスからヒマラヤへ: パイオニア精神へのまなざし』[7] 山本良三 著 山と渓谷社 2018